# ساپلجا
ساپلجا (به لاتین: Sapleja) یک روستا در بنگلادش است که در استان باریسال و در ناحیه پیروج‌پور واقع شده است.